# Ana Karolina Lannes
Ana Karolina Lannes (Sapucaia do Sul, 11 de mayo de 2000) es una actriz brasileña.

## Biografía
Ana Karolina Gaucha Lannes es una niña actriz que debutó en la televisión en 2007, con la novela Dos Chicos, de Rede Globo, a sus 7 años. Luego, en 2008, protagonizó la Ciranda de Piedra, también de Rede Globo. En 2012, se hizo reconocida por Avenida Brasil, donde interpretó a Ágatha Araujo, actuando al lado de Débora Falabella, Murilo Benício, Adriana Esteves, Cauã Reymond y Alexandre Borges.
En 2013 hace su debut en el cine con la película Mi madre es una obra de teatro, junto a Paulo Gustavo.

## Filmografía

### Televisión
| Novelas & Minisséries | Novelas & Minisséries | Novelas & Minisséries | Novelas & Minisséries  | Novelas & Minisséries |
| Año                   | Título                | Papel                 | Notas                  | Emisora               |
| --------------------- | --------------------- | --------------------- | ---------------------- | --------------------- |
| 2007                  | Duas Caras            | Sofía                 |                        | Rede Globo            |
| 2008                  | Ciranda de Pedra      | Lindalva              |                        | Rede Globo            |
| 2010                  | Tempos Modernos       | Maria Eugênia         |                        | Rede Globo            |
| 2012                  | Avenida Brasil        | Ágata de Souza Araújo | Papel Secundario       | Rede Globo            |
| 2012                  | Custe o Que Custar    | Ella misma            | Participación especial | Rede Bandeirantes     |

### Cine
| Curta & Longas - Metragens | Curta & Longas - Metragens | Curta & Longas - Metragens | Curta & Longas - Metragens | Curta & Longas - Metragens |
| Año                        | Título                     | Papel                      | Notas                      |                            |
| -------------------------- | -------------------------- | -------------------------- | -------------------------- | -------------------------- |
| 2013                       | Minha Mãe É uma Peça       | Marcelina                  |                            |                            |